# La Fille des chiffonniers
Pour plus de détails, voir Fiche technique et Distribution.
La Fille des chiffonniers est un court métrage muet français réalisé par Georges Monca, sorti en 1912.

## Fiche technique
- Titre : La Fille des chiffonniers
- Réalisation  : Georges Monca
- Scénario : Maurice Kéroul, d’après la pièce de théâtre du même nom de Anicet Bourgeois et Ferdinand Dugué (1861)
- Société de production : Société cinématographique des auteurs et gens de lettres (S.C.A.G.L.)
- Société de distribution : Pathé Frères
- Pays d'origine :  France
- Format : Muet - Noir et blanc - 1,33:1 - 35 mm
- Métrage : 650 m
- Genre : Court métrage dramatique
- Durée : 11 minutes et 40 secondes
- N° de catalogue Pathé : 4822
- Date de sortie : 
  -  France - 12 février 1912

## Distribution
- Jean Kemm : Charles Dartes
- Émile Mylo : Bamboche
- Paul Capellani : Docteur Paul Verdier
- Gabrielle Lange : la mère Moscou
- Léontine Massart : Térésa la Catalane
- Andrée Pascal : Mariette
- acteurs non crédités : Maria Fromet (Mariette enfant), Mistinguett, Harry Baur